# Pseudopachychaeta
Pseudopachychaeta is een vliegengeslacht uit de familie van de halmvliegen (Chloropidae).

## Soorten
- P. approximatonervis (Zetterstedt, 1848)
- P. orotavana (Enderlein, 1929)
- P. oscinina (Fallen, 1813)
- P. pachycera Strobl, 1902
- P. ruficeps (Zetterstedt, 1838)